# Palicourea pennellii
Palicourea pennellii är en måreväxtart som beskrevs av Paul Carpenter Standley. Palicourea pennellii ingår i släktet Palicourea och familjen måreväxter.
Artens utbredningsområde är Colombia. Inga underarter finns listade i Catalogue of Life.